# Kutniki
Kutniki (biał. Кутнікі; ros. Кутники) – wieś na Białorusi, w obwodzie grodzieńskim, w rejonie wołkowyskim, w sielsowiecie Krasne Sioło, przy drodze republikańskiej P51.
W dwudziestoleciu międzywojennym leżały w Polsce, w województwie białostockim, w powiecie wołkowyskim, w gminie Piaski.